# Tyron Owusu
Tyron Owusu (* 8. Juni 2003 in Luzern) ist ein Schweizer Fussballspieler ghanaischer Abstammung, der beim FC Luzern in der Schweizer Super League unter Vertrag steht.

## Karriere

### Verein
Bereits bei den U18-Junioren galt Owusu als eines der grossen Talente aus dem vielversprechenden 2003er-Jahrgang des FC Luzern. Anfang Juli 2020 unterschrieb er seinen ersten Profivertrag bei den Luzernern und kam bereits am 16. Juli zu seinem ersten Kurzeinsatz gegen den FC St. Gallen.

### Nationalmannschaft
Owusu absolvierte bisher diverse Länderspiele für die Schweizer U16- und U17-Nationalmannschaften. Er ist aktuell im Kader der Schweizer U-18-Nationalmannschaft.

## Sonstiges
Owusu ist der Sohn des ehemaligen Fussballspielers Benson Owusu, der für die ghanaische Nationalmannschaft und in der Nachbarstadt beim SC Kriens spielte.